# Leucas neufliseana
Leucas neufliseana là một loài thực vật có hoa trong họ Hoa môi. Loài này được Courbai mô tả khoa học đầu tiên năm 1852.